# Danielle Rogers
Danielle Rogers (Denver, Colorado; 11 de junio de 1967) es una ex actriz pornográfica estadounidense.

## Biografía
Danielle Rogers, nombre artístico de la actriz Victoria Lindow, nació en junio de 1967 en la ciudad de Denver (Colorado). Después de cumplir los 18 años comenzó a modelar. Debutó como actriz pornográfica en 1990, cuando tenía 23 años. Como actriz trabajó para estudios como Legend Video, VCA Pictures, Metro, Filth Factory, Seduction, Sin City, Arrow Productions, Vivid, Wicked Pictures, Sterling, Elegant Angel, Glitz Video, New Machine o Adam & Eve.
El año de su debut se casó con el actor pornográfico Randy Spears, con quien tendría dos hijos. Se separaron en 1999.
En 1991 fue candidata en los Premios AVN a Mejor actriz revelación.
Además de actriz, Rogers llegó a realizar hasta tres películas como directora: Imaginary Lovers, My Friend My Lover y Thy Neighbor's Wife.
Después de su divorcio en 1999, Rogers comenzó a alejarse de la industria pornográfica, queriendo tomarse un descanso para centrarse en la educación de sus hijos y en la compra de un gimnasio en la ciudad de Filadelfia. Se retiró finalmente como actriz en el año 2002, con algo más de 160 películas como actriz.
Películas suyas son Anal At Sea, Beat the Heat, Deep Waters, Flash-Point, Introducing Danielle, Kittens 2, Lifeguard, Naked Bun 8 1/2, One Night Stand With Danielle Rogers, Ravished, Small Town Girl o Wild One.

## Premios y nominaciones
| Año  | Ceremonia   | Resultado | Premio                  | Trabajo |
| ---- | ----------- | --------- | ----------------------- | ------- |
| 1991 | Premios AVN | Nominada  | Mejor actriz revelación | —       |